# Bison (affärssystem)
För andra betydelser, se Bison (olika betydelser).
Bison är ett affärssystem som har funnits på den svenska marknaden sedan 1981. Bison hanterar och administrerar medelstora och stora handels-, grossist- och postorderföretag, främst i södra Sverige, med allt ifrån logistik till ekonomisk redovisning. Systemet finns med två olika gränssnitt: textbaserat och HTML-baserat. Systemet är skrivet i ILE-RPG och Java/JSP med DB2 som databas.